# John Gorman
John Gorman, född 4 januari 1936 i Birkenhead i Merseyside, är en brittisk komiker, som 1964 slog sig ihop med komikern Mike McGear och poeten Roger McGough, och bildade pop- och satirikergruppen The Scaffold, han har också varit medlem av gruppen Grimms.

## Filmografi
- 1970 - Score with the Scaffold
- 1971 - Up the Chastity Belt
- 1971 - Melody
- 1972 - Plod
- 1977 - Jabberwocky
- 1979 - The Music Machine
- 1988 - Sounds Imperfect